# 石田達郎
石田 達郎（いしだ たつろう、1918年（大正7年）7月18日 - 1990年（平成2年）7月19日）は、日本の実業家。ニッポン放送・フジテレビジョン社長を務めた。北海道札幌市出身。

## 来歴・人物
札幌一中（現：北海道札幌南高等学校）、慶應義塾大学経済学部を卒業。
鐘淵紡績、映画プロデューサーを経て、1954年（昭和29年）ニッポン放送に入社。74年社長、85年相談役。この間、フジテレビ社長、産経新聞代表取締役を兼任したほか、パシフィック音楽出版（PMP、現：フジパシフィックミュージック）、ポニー、キャニオンレコード（現：ポニーキャニオン）、ディノス（現：DINOS CORPORATION）といった、フジサンケイグループで非放送・新聞事業の中核となる企業を設立した。
グループ議長の鹿内信隆の側近中の側近であり、フジテレビ社長退任後、フジサンケイグループ最高顧問に就任。信隆の跡を継ぎ議長を務めた鹿内春雄、鹿内宏明らの相談役としてグループ内で重きをなした。また、1973年（昭和48年）より17年間にわたり日本ビデオ協会（現：日本映像ソフト協会（JVA））理事長・会長を務めるなど、音楽・映像ソフトの発展に寄与し、東京国際映画祭の初代ゼネラルプロデューサーも務めた。
1990年7月19日、食道癌のため死去。72歳没。

## 家族
- 石田誠（孫、ニッポン放送制作部ディレクター）

## エピソード
1966年（昭和41年）にカーステレオの普及を見越し、音楽ソフト制作会社としてポニーを設立。視察のため訪米した際、同行した朝妻一郎、当時サンフランシスコに留学中の亀渕昭信とともに「モントレー・ポップ・フェスティバル」を観ている数少ない日本人の中の一人である。
PMP社長時代、専務だった高崎一郎から原盤権を獲得した「帰って来たヨッパライ」（ザ・フォーク・クルセダーズ）を聞かされ、「オールナイトニッポンだけでかけろ」と指示。曲のヒットとともにオールナイトニッポンも人気番組となった。同会長時代には、「イムジン河」が発売中止となったザ・フォーク・クルセダーズの加藤和彦を会長室に3時間缶詰にして作らせた曲が「悲しくてやりきれない」である 。
フォーライフ・レコードは、大手レコード会社からプレス委託を断られていたが、石田の協力でキャニオンレコードでプレスすることが可能となった。
1970年（昭和45年）には「1980年には日本のビデオソフトが5000億円産業に成長する」と予言し、ビデオソフト制作に参入。71年公開の映画『小さな恋のメロディ』の大ファンだったことから、同作のプロデューサーであるデヴィッド・パットナムと親交を持ち、パットナムが90年に製作した映画「メンフィス・ベル」は「亡き石田達郎氏に捧ぐ」とクレジットされた。

## 経歴
- 札幌一中卒業 40期。
- 1943年 - 慶應義塾大学経済学部卒業。
- 鐘淵紡績勤務。
- 映画プロデューサー代表。
- 1954年4月 ニッポン放送に入社。
- 1965年4月 同取締役業務局長・編成局長。
- 1966年3月 パシフィック音楽出版設立。初代社長。
- 1966年10月 ニッポン放送サービス設立、専務。
- 1969年6月 同社長。
- 1970年 キャニオンレコード設立、初代社長。
- 1974年4月1日 ニッポン放送代表取締役社長
- 1977年3月 ポニー、キャニオンレコード代表取締役会長。
- 1982年5月 フジテレビジョン代表取締役社長。
- 1985年6月 ニッポン放送代表取締役相談役。
- 1986年6月 フジサンケイリビングサービス代表取締役会長。

## 担当作品
- 1982年7月10日　「Dr.SLUMP」
- 1983年3月13日　「Dr.スランプ アラレちゃん ほよよ世界一周大レース」
- 1984年12月22日　「Dr.スランプ アラレちゃん ほよよ!ナナバ城の秘宝」
- 1985年4月27日　「CHECKERS IN TAN TAN たぬき」

## 関連書籍
- ｢石田達郎の想い出｣編集委員会編『石田達郎の想い出』フジサンケイグループ、1991年。